# Socialdemokrater mot EMU
Socialdemokrater mot EMU var den socialdemokratiska kampanjorganisationen inför folkomröstningen om svenskt medlemskap i det tredje steget av den ekonomiska och monetära unionen, EMU. Dess ordförande var den socialdemokratiske riksdagsledamoten Sören Wibe. I ledningen ingick bland andra Maj Britt Theorin, Bo Bernhardsson, Ninel Jansson, Stefan Carlén, Sverker Gustavsson samt Tony Johansson. Den senare var chef för organisationens kansli.